# Jalametsa raba
Jalametsa raba är ett träsk i Estland. Det ligger i landskapet Järvamaa, 100 km sydost om huvudstaden Tallinn.